# Sainte-Anne-sur-Vilaine
Sainte-Anne-sur-Vilaine (tiếng Breton: Santez-Anna-ar-Gwilen) là một xã của tỉnh Ille-et-Vilaine, thuộc vùng Bretagne, miền tây bắc nước Pháp.

## Dân số
Người dân ở Sainte-Anne-sur-Vilaine được gọi là Saintanais.
| Năm | 1962 | 1968 | 1975 | 1982 | 1990 | 1999 | 2006 |
| --- | ---- | ---- | ---- | ---- | ---- | ---- | ---- |
| Dân số | 779  | 880  | 846  | 797  | 737  | 779  | 950  |
| From the year 1962 on: No double counting—residents of multiple communes (e.g. students and military personnel) are counted only once. |      |      |      |      |      |      |      |